# Telebugs
Telebugs (The Telebugs) è una serie televisiva a cartoni animati britannica trasmessa dal 1986 al 1987 che racconta le avventure di tre robot con televisori azzurri per teste. In Italia è andato in onda nell'estate del 1988 ogni domenica sera su Italia 1 e nell'estate del 1989 nel corso dell'edizione domenicale di Ciao Ciao.

## Trama
I nomi dei tre robot sono C.H.I.P. (Coordinated Informazioni esadecimale Processor), SAMANTHA (Solar Activated Micro Automated non interferenza Audizione Apparatus) e Bug (Binary Gamma camera Unmanned) - che hanno per mascotte una mini telecamera portatile chiamata MIC (Mobile Fotocamera Independent), che a differenza degli altri tre del gruppo non emette alcun suono vocale, pur avendo gli occhi e la bocca (con la quale può masticare gli oggetti se questi le colpiscono l'antenna).
Sono stati inventati dal professor Brainstrain con lo scopo di aiutare gli esseri umani in difficoltà e sono stati ingaggiati come reporter televisivi per Mr McStarch, il direttore di una TV locale, ma in ogni loro avventura devono vedersela con i loro nemici come il barone Bullybyte e la sua consorte Magna (il "gn" non equivale al suono di "ragno"), che hanno al loro seguito un robot-femmina di nome Angel Brain, Arcadia (quest'ultima attirerà a sé l'extraterrestre Lifo, con l'intento di sabotare l'umanità, ma l'extraterrestre si alleerà poi con i Telebugs), il dottor Albert (il perfido fratello di Brainstrain, che ha creato la copia negativa dei telebugs e cioè i Videos, vale a dire Rosy e Piro, il cui programma prevede il nuocere gli umani in difficoltà. 
Una dote particolare di Piro è il piratare i programmi televisivi con la Piro TV, ossia l'apparizione di un teschio con le tibie incrociate su tutti televisori) e la dott.ssa De Cripta, che riesce ad entrare nel computer del prof. Brainstrain e creare mostri di fango.
Esiste anche un quarto telebug di nome Zudo, creato erroneamente dal prof. Brainstrain per essere cattivo (a differenza degli altri ha la testa-televisore di colore rosso, che identifica quindi il suo programma malvagio), che è sfuggito al suo creatore e combina guai per il mondo. È attratto dagli escavatori con i quali combina disastri.